# Halštrovské hory
Halštrovské hory (německy Elstergebirge) je malé pohoří nacházející se na území německého a českého Vogtlandu. Pramení zde řeka Bílý Halštrov.[zdroj⁠?!] V geomorfologickém členění Česka netvoří žádnou samostatnou jednotku a nachází se na území geomorfologického celku Smrčiny.
Od Krušných hor jsou Halštrovské hory na severovýchodě odděleny údolím Svatavy. Na jihozápadě jsou odděleny od Smrčin údolím řeky Ohře u Libé a Selbu. Na jihu navazuje Chebská pánev.
Nejvyššími body Halštrovských hor jsou Počátecký vrch (818 m n. m.), Hoher Brand (805 m n. m.), Vysoký kámen (773 m n. m.) a Kapellenberg (765 m n. m.). V Halštrovských horách se nacházejí zdroje minerálních pramenů.